# Gare de Frenkendorf-Füllinsdorf
La gare de Frenkendorf-Füllinsdorf (en allemand Bahnhof Frenkendorf-Füllinsdorf) est la gare de Frenkendorf, en Suisse. Elle sert aussi de gare pour la commune voisine de Füllinsdorf.

## Service voyageurs

### Desserte
| Origine                | Arrêt précédent | Train | Train | Train | Arrêt suivant | Destination |
| ---------------------- | --------------- | ----- | ----- | ----- | ------------- | ----------- |
| Delémont ou Porrentruy | Pratteln        |       | S     |       | Liestal       | Olten       |